# Japanagromyza loranthi
Japanagromyza loranthi är en tvåvingeart som beskrevs av Spencer 1966. Japanagromyza loranthi ingår i släktet Japanagromyza och familjen minerarflugor. Inga underarter finns listade i Catalogue of Life.